# Villalba (stacja kolejowa we Włoszech)
Villalba (wł. Stazione di Villalba) – stacja kolejowa w Villalba, w prowincji Caltanissetta, w regionie Sycylia, we Włoszech. Stacja znajduje się na linii Palermo – Katania.
Według klasyfikacji RFI ma kategorię brązową.

## Linie kolejowe
- Linia Palermo – Katania